# Teocotitla
Teocotitla är en ort i Mexiko, tillhörande kommunen Coatepec Harinas i södra delen av delstaten Mexiko. Orten hade 779 invånare vid folkräkningen 2010.